# District de Greater Monrovia
Le district de Greater Monrovia est une subdivision du comté de Montserrado au Liberia. 
Les autres districts du comté de Montserrado sont :
- Le district de Careysburg
- Le district de St. Paul River
- Le district de Todee